# Aníbal Troilo

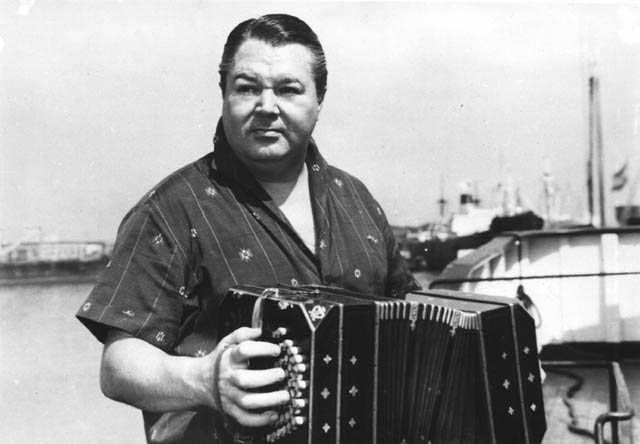
Aníbal Troilo a la dècada de 1950.

Aníbal Troilo   (Buenos Aires, 11 de juliol de 1914 - Buenos Aires, 18 de maig de 1975) va ser un bandoneoniste, compositor, arranjador i director d'orquestra bonaerenc, una de les figures més importants en la història del tango,. És autor de molts dels tangos i discs més recordats del gènere

## Obres
| - Toda mi vida (4 de març de 1941) - Con toda la voz que tengo (milonga, 16 d'abril de 1941) - Total pa’ qué sirvo (1941) - Barrio de tango (1942) - Pa’ que bailen los muchachos (1942) - Acordándome de vos (1942) - Valsecito amigo (1942) - Garúa (1943) - Naipe (1944) - Garras (1945) - María (1945) - Tres y dos (14 de maig de 1946) - Con mi perro (milonga, 1946) - Mi tango triste (1946) - Romance de barrio (19 d'agost de 1947) - Sur (23 de febrer de 1948) - Che, bandoneón (1950) - La trampera (milonga, 1951) - Discepolín (1951) - Responso (1951, dedicada a la memòria del seu millor amic, el poeta Homero Manzi) - A Pedro Maffia (amb el guitarrista Roberto Grela, 1953) | - Vuelve la serenata (1953) - Una canción (1953) - Patio mío (1953) - Milonga del maigral (1953) - La cantina (1954) - A la guardia nueva (1955) - La última curda (letra: Cátulo Castillo, 1956) - Te llaman Malevo (1957) - A Homero (1961) - ¿Y a mí qué? (1962) - Desencuentro (1962) - Coplas (1962) - Yo soy del treinta (1964) - Milonguero triste (1965) - Dale tango (1966) - Nocturno a mi barrio (acompanyat amb bandoneón sol, 1969) - Milonga de La Parda (1969) - El último farol (1969) - Fechoría (milonga, 1970) - Una canción (1971) - La patraña (1972) - Tu penúltimo tango (1975) |